# Antoni Dębski (muzyk)
Antoni Dębski (ur. 1 stycznia 1957 w Krakowie) – polski basista jazzowy.

## Życiorys
Absolwent liceum muzycznego w Krakowie w klasie fortepianu prof. Ireny Rolanowskiej oraz Akademii Muzycznej w Krakowie.
Wieloletni współpracownik Jarosława Śmietany w zespołach Extra Ball, Polish Jazz Stars, Jarosław Śmietana Sounds, Jarosław Śmietana Trio. Współpracownik polskich muzyków jazzowych – Jana Ptaszyna Wróblewskiego, Janusza Muniaka, Wojciecha Karolaka,
Tomasza Szukalskiego, Zbigniewa Namysłowskiego, Andrzeja Zauchy, Grażyny Łobaszewskiej i wielu innych. Współpracował także z
artystami takimi jak John Abercrombie, Eddie Henderson, Gary Bartz, Hans Hesselmann, David Friedman i wielu innych.
Koncertował na wszystkich kontynentach biorąc również udział w festiwalach jazzowych takich jak: North Sea w Holandii, Ost-West w Niemczech, Umbria Jazz Festival we Włoszech, Reno Jazz Festiwal w USA, Pori Jazz Festival w Finlandii, Jazz-Yatra w Indiach i wielu innych. Uczestnik polskich festiwali jazzowych: Jazz Jamboree, Jazz nad Odrą, Krakowskie Zaduszki Jazzowe, Letni Festiwal Jazzowy w Piwnicy pod Baranami w Krakowie.
Brał również udział w projektach muzyki klasycznej wykonując utwory współczesnych kompozytorów takich jak Penderecki, Lutosławski, Serocki, Cage, Stockhausen.
Wieloletni nauczyciel w Krakowskiej Szkole Jazzu i Muzyki Rozrywkowej Grzegorza Motyki.
Także wieloletni wykładowca na warsztatach jazzowych w Chodzieży i Puławach.
Nie ogranicza się jedynie do muzyki jazzowej, ale bierze także udział w projektach muzyki alternatywnej (Zespół WU-HAE z którym nagrał płytę „Poeci Wyklęci” oraz współtworzył utwór i teledysk „Pozwól mi oddychać” w ramach krakowskiej akcji antysmogowej)
,klasycznej, klezmerskiej (Itzchak Horowitz oraz Artchata),rockowej (Sztajemka) oraz piosenki literackiej (Agnieszka Grochowicz).
Poza działalnością muzyczną i pedagogiczną prowadzi także działalność managerską współorganizując od lat Letni Festiwal Jazzowy w Piwnicy pod Baranami w ramach współpracy z Cracovia Music Agency Witolda Wnuka.
W młodości prezentował również talent piłkarski. Jest wychowankiem Klubu Sportowego Wieczysta.
W 2018 otrzymał Brązowy Medal „Zasłużony Kulturze Gloria Artis”.

## Dyskografia
- Extra Ball – Mosquito (1981)
- Extra Ball – Akumula Torres (1983)
- Extra Ball – Go Ahead (1985)
- Jarosław Śmietana – From One to Four (1986)
- Jarosław Śmietana – Sounds & Colours (1987)
- Jarosław Śmietana – Touch of Touch (1989)
- Jarosław Śmietana – Polish Jazz (1989)
- Jarosław Śmietana – Talking Guitar (1984)
- Jarosław Śmietana – Extra Cream (1999)
- Groove Band (2000)
- Jarosław Śmietana – I love the Blues (2011)
- Jarosław Śmietana – Ballads and Other Songs (1993)
- Tomasz Szukalski – Jarosław Śmietana Quartet (2000)
- Wojciech Groborz Trio – After Action (1986)
- Jacek Pelc – City Jazz
- Katarzyna Żak – Młynarski Jazz (1993)
- Antoni Krupa – Amela. Blues o rozwianych włosach na wietrze (2012)
- Wu-Hae – Poeci Wyklęci i wiele, wiele innych (2014)

Brał także udział w licznych nagraniach dla Polskiego Radia i Telewizji.